# Afaceri cu nume de domenii
Afacerile cu nume de domenii se referă la cumpărarea domeniilor cu intenția de a le vinde mai târziu cu un preț mai mare. La fel ca la bursă, aici apare un element speculativ care ia în considerație știrile și evenimentele curente. Principala țintă a afacerilor cu nume de domenii sunt cuvintele generice care pot crește traficul și care au o poziție dominantă în oricare domeniu datorită naturii lor descriptive. Astfel, cuvinte generice ca poker, insurance, travel, creditcards, sex și altele asemenea sunt nume de domenii foarte căutate pentru a fi speculate pentru oricare domeniu de top.
Uneori, specularea implică găsirea unor nume de domenii specifice unei anumite piețe incipiente, înregistrarea acestora și apoi se așteaptă până când piața se dezvoltă pentru a le revinde. Domenii precum business.com s-au vândut pentru milioane de dolari.
Domeniul de top .com este ținta preferată a celor mai mulți speculanți de nume de domenii întrucât este cel mai dezvoltat domeniu de top. Se mai fac speculații și cu alte domenii de top, precum .net și .org. Domeniile generice sunt de asemenea subiectul multor speculații cu nume de domenii, .info fiind poate cel mai activ în această privință datorită prețului mic la înregistrare.
Se fac de asemenea speculații și cu domenii ale unor țări, precum .uk, .de și .us. Domeniul german .de are peste 10 milioane nume de domenii înregistrate. Domeniul Marii Britanii, .uk, are peste 5 milioane nume de domenii înregistrate, în special prin subdomeniile comerciale .co.uk. Domeniile .de și .uk sunt piețe mature unde numele de domenii bune pot atinge prețuri foarte mari.
Domeniile speciale sunt de asemenea speculate. Cele mai bune exemple în acest sens sunt domeniile .tv și .mobi. Operatorii domeniului .mobi și-au păstrat ei înșiși unele cuvinte generice valoroase care vor fi apoi vândute la licitație. Intenția declarată este de a crea o piață de un nivel cât mai ridicat pentru cei interesați în dezvoltarea de situri pe acest domeniu.
Speculanții de nume de domenii înregistrează de asemenea nume de domenii formate din fraye generice precum propertyforsale, în speranța că mai târziu vor vinde aceste nume de domenii oamenilor de afaceri.
De obicei speculanții cu nume de domeniu evită nume de domenii care conțin mărci înregistrate, diferențiindu-se astfel de  cybersquatting.

## Speculații pe piața primară
Piața primară pentru speculațiile cu nume de domenii acoperă numele de domenii nou înregistrate, care nu au mai fost înregistrate înainte. Practic, în realitate ele sunt nume de domeniu noi. Cele mai multe  situații se gasesc în cazul domeniilor de top nou apărute.

## Speculații pe piața secundară
Piața secundară pentru numele de domenii acoperă nume de domenii înregistrate anterior care nu au mai fost reînnoite de către registranții lor. Uneori aceste nume de domenii  picate pot fi chiar mai valoroase atunci când au fost asociate anterior cu situri web valoroase. Altele pot fi valoroase prin natura generică a numelui de domeniu sau lungimea numelui de domeniu, cele cu două și trei caractere fiind cele mai valoroase.
Afacerea cu înregistrarea numelor de domenii după ce acestea au fost șterse de registranții anteriori se numește drop catching. Este una din cele mai profitabile afaceri. Operatorii principali din acest domeniu de afaceri înființează de obicei câteva companii ca registratori de nume de domenii. Aceste companii le oferă o șansă în plus ca, atunci când un nume de domeniu valoros este desființat, să afle printre primii și să îl înregistreze.